# Antarcticite
L'antarcticite est un minéral rare constitué de chlorure de calcium hydraté, de formule chimique CaCl2 · 6 H2O. Il forme des cristaux trigonaux aciculaires incolores. Il est hygroscopique et a une faible densité : 1,715.
L'antarcticite a été décrit pour la première fois en 1965 à la suite d'une observation en Antarctique où il se présente sous forme de précipités cristallins provenant d'une saumure hautement saline de l'étang Don Juan, à l'extrémité ouest de la vallée Wright, Terre Victoria. Cette découverte a été effectuée par les géochimistes japonais Tetsuya Torii et Joyo Ossaka. L'antarcticite a par ailleurs été observé dans la saumure du lac Bristol Dry Lake en Californie, ainsi que dans une saumure stratifiée dans les trous bleus de l'île North Andros aux Bahamas. Il a également été observé dans des inclusions fluides de quartz dans les corps de pegmatite du complexe Bushveld en Afrique du Sud. On l'observe en association avec l'halite, le gypse et la célestine dans le lac asséché de Californie.
Un minéral similaire, la sinjarite (chlorure de calcium dihydraté, CaCl2 · 2 H2O), cristallise pour sa part dans le système tétragonal.
Enfin, l'hydrophilite est un minéral de chlorure de calcium maintenant discrédité qui est considéré comme de l'antarcticite ou de la sinjarite.